# Йордан Стефанов
Йордан Стефанов е български дипломат.

## Биография
Роден е в село Мъгура (сега Загражден), Никополско, на 8 януари 1908 г. Следва електроинженерство в Букурещ от 1929 г. Арестуван за комунистическа дейност и осъден на две години затвор. След освобождаването си се връща в България. Завършва право в Софийския университет в 1940 г.
От 1954 г. е заместник-началник, а от 1956 г. началник на дипломатическия протокол в Министерство на Външните работи . От 1962 до 1966 г. е пълномощен министър в Бразилия, а от 1970 г. до 1973 г. е посланик в Аржентина.
Почива в София на 18 юни 1993 г.